# Фюрстенау, Антон Бернхард
Антон Бернгард Фюрстенау (нем. Anton Bernhard Fürstenau), 20 октября 1792, Мюнстер — 18 ноября 1852, Дрезден, — саксонский камермузыкант в Дрездене, флейтист-виртуоз и композитор, яркий представитель немецкой романтической школы.
Сын Каспара (Гаспара) Фюрстенау (1771—1819), превосходного флейтиста и композитора, концертировавшего по Европе и России (1805 году был в Петербурге), Антон Фюрстенау начал заниматься на флейте с 6 лет под руководством своего отца. С ранних лет много гастролирует, выступая вместе с отцом по Европе. В 1815 году, находясь с концертами в Праге, Антон был замечен Вебером. С 1817 года солист городского симфонического оркестра во Франкфурте-на-Майне. С 1820 года и до конца жизни Фюрстенау — первый флейтист в королевском оркестре Дрездена, которым дирижировал Карл Мария фон Вебер.

## Творческая деятельность
Антон Фюрстенау автор множества произведений для флейты, среди них Блестящее рондо (соч. 102) для двух флейт и фортепиано, этюды, концертные пьесы, дуэты, трио и другое. Композиторское творчество А. Фюрстенау находилось под сильнейшим влиянием его близкого друга и кумира – Карла Марии фон Вебера, который иногда помогал ему в аранжировке произведений. Известный датский композитор Ф. Кулау – ещё один близкий друг А. Б. Фюрстенау, с которым он играл свои ранние дуэты.
А. Б. Фюрстенау часто выступал с концертами в различных государствах и странах Европы. Иногда гастролировал вместе со своим сыном Морицем (1824—1889), также превосходным флейтистом.
С 1825 года по 1844 год Фюрстенау написал ряд статей о музыкальных стилях и несколько учебных пособий для флейты. Среди них «Искусство игры на флейте» (нем. Die Kunst des Flőtenspiels, 1844 год), где даётся много методических указаний об игре на классических флейтах немецких и венских моделей. Сам Фюрстенау, предпочитал и популяризировал флейту классической модели с девятью клапанами, считая, что она звучит полнее и лучше сочетается с другими инструментами, чем флейта Бёма.

## Сочинения
- 3 концертных дуэта для 2-х флейт
- 26 прелюдий-каденций для флейты
- 48 маленьких дуэтов для 2-х флейт
- Серенада для флейты, альта и гитары
- 3 трио для 3-х флейт, op. 14
- 6 больших этюдов для флейты, op. 15
- 3 больших трио для 3-х флейт, op. 66
- Фантазия для флейты и арфы, op. 67
- Интродукция и вариации для флейты и фп., op. 72
- Каприсы для флейты, op. 80
- Концерт № 8 ре мажор для флейты и фп., op. 84
- 1й квартет фа мажор для 4-х флейт, op. 88
- Блестящее рондо для 2-х флейт и фп. (или духового оркестра), op. 102
- 26 этюдов-упражнений для флейты, op. 107
- Романс для флейты и фп., op. 108 N2
- «Союз». Интродукция и блестящее рондо на т. из оперы «Норма» Беллини, для 2-х флейт и фп., op. 115
- Трио для 3-х флейт, op. 118
- «Букет звуков». 24 упражнения, каприса и прелюдии для флейты, op. 125
- Интродукция и блестящее рондо для 2-х флейт и фп., op. 132
- «Иллюзион». Адажио и вариации на т. из оперы «Норма» Беллини для флейты и фп., op. 133
- 6 лёгких дуэтов для 2-х флейт, op. 137
- «Зов любви» для флейты, голоса и фп., op. 141